# Калабрія
Кала́брія (італ. Calabria), або Бру́ттій (лат. Bruttium) — область Італії. Розташована на півдні країни, між узбережжями Тирренського й Іонічного морів. Складається із провінцій Вібо-Валентія, Катандзаро, Козенца, Кротоне, і Реджо-Калабрія. Адміністративний центр — Катандзаро. Площа — 15080 км². Населення — 2 006 889 осіб (2012).

## Назва
- Кала́брія (італ. Calabria, МФА: [kaˈlaːbrja]) — сучасна італійська назва.
- Бру́ттій (лат. Bruttium) — антична назва, що походить від давньоітальського племені брутіїв.

## Географія
Найбільші річки: Краті (95 км), Нето (93 км).
Найвищі гори: Серра Дольчедорме (2271 м), Монтальто (1955 м), Ботте Донато (1928 м).
Національний парк Сіла (Калабрія), національний парк Полліно, національний парк Аспромонте, регіональний природний парк Серре.
Пам'ятки історії й культури: археологічний музей Реджо Калабрія з унікальними античними бронзовими статуями.
Типова страва — меландзане алла Фінітезе (смажені баклажани з овочами й тертим сиром пекоріно).
Типові вина — Чіро, Полліно.

### Фізико-географічне розташування
Калабрія розташована в найпівденнішій частині Апеннінського півострова, як іноді жартують, «у носку італійського чобота». Із заходу вона омивається Тірренським морем, зі сходу – Іонічним, з північного сходу – затокою Таранто, а з південного заходу відділена від Сицилії Мессінською протокою. Мінімальна ширина цієї протоки (між мисом Пелоро на Сицилії і мисом Пецці в Калабрії) становить усього 3,2 км, оскільки існує тектонічний зв'язок між масивом Аспромонте і ланцюгом Пелорі. Прямо навпроти Реджо-ді-Калабрії, старовинного міста і центру однойменної провінції, через протоку, знаходиться сицилійське місто Мессіна. На півночі Калабрія межує з провінцією Базиліката. За формою регіон довгий і вузький: протяжність півострова з півночі на південь 248 км, а максимальна ширина – 110 км. Протяжність берегової лінії становить понад 780 км.

### Рельєф
Калабрійські затоки:
- затока Корільяно (частина затоки Таранто);
- затока Джоя-Тауро (Тірренське море);
- затока Полікастро (Тірренське море), омиває також узбережжі областей Кампанія і Базиліката;
- затока Сант-Еуфемія (Тірренське море);
- затока Скуіллаче (Іонічне море);

Калабрія має переважно горбистий ландшафт (пагорби займають 49,2% території регіону).
Значну частину території Калабрії (41,8%) займають гірські райони. Гори Калабрії є відрогами Апеннін і називаються тут калабрійськими Апеннінами. Вони складаються з окремих частин:
- на півночі – південні відроги масиву Полліно, розташованого на кордоні з Базилікатою; найвища точка тут – 2267 м;
- на північному сході, на березі Тірренського моря, – Прибережний гірський ланцюг (Кордильєра Костера);
- на північ від центру регіону – Сила, велике плоскогір'я, поросле хвойними і листяними лісами, що тягнеться на південь аж до перешийка Марчеллінари;
- в центрі – Калабрійські хребти, які на півдні з'єднуються з плоскогір'ям Аспромонте; найвища вершина калабрійських хребтів – гора Пекораро – заввишки сягає 1420 м;
- між рівнинами Сант-Еуфемія і Джоя-Тауро розташована гора Поро (710 м);
- на півдні розташоване високогірне плато Аспромонте, найвища вершина якого – гора Монтальто (або, як її ще називають, Кокуцца) – у висоту сягає 1955 м.

### Річки та озера
Річки Калабрії короткі через те, що її територія – це довгий і вузький за конфігурацією півострів, який перетинають гірські хребти. Найдовші річки – Краті й Нето, що впадають в Іонічне море. Коротші річки – Тріонто, Тасіна і Корачі, Амато-іль-Муконо, що беруть початок на нагір'ї Сила, і річки Савуто і Лао, що беруть початок на плато Полліно.
У Калабрії багато дрібних штучних озер, більшість яких розташована на нагір'ї Сила. Це – Амполліно, Арво, Чечіта і Анджітола.

## Історія
Найдавнішими відомими науці поселенцями Калабрії вважаються осілі тут племена осків і самнитів. Вони є предками населення сусіднього регіону, Базилікати (давня назва – Луканії). Так жителі Базилікати звуть себе й донині.
З VIII століття до н. е. Калабрія була колонізована греками. Її міста, такі як Сибарис, Кротон і Локрі Епізефірскі, були одними з найбільших міст Великої Греції. Греки й дали регіону назву від слів «калон-Бріоні», якими вони позначали родючі землі.
Завоювання Калабрії римлянами в III столітті до н. е. призвело до її занепаду. В період раннього Середньовіччя в Калабрії була поширена малярія, особливо в заболочених районах. На її береги часто здійснювалися піратські набіги. Під час Готських воєн Калабрія була спустошена. Тут, як і в усій Італії, тоді панували імператори Візантії.
1061 року Калабрія була завойована норманами на чолі з Робертом Гвіскаром і Рожером Боссо. За їх панування було утворено Королівство Сицилія, до складу якого увійшла і Калабрія. Подальша історія Калабрії була пов'язана з історією цього королівства. Спочатку тут панувала династія Гогенштауфенів (Штауфенів). Потім влада перейшла до Анжуйскої династії французького походження, якій протистояла династія арагонських королів. У результаті боротьби територія була розділена на два королівства, в одне з яких, Неаполітанське, увійшла Калабрія. З XV по XIX століття на її узбережжя часто нападали турки та бербери.
Під час революційного руху за об'єднання Італії (Рісорджіменто) тут, в горах Аспромонте, бився і був поранений Гарібальді.
Останній період історії провінції тісно пов'язаний з утворенням єдиного Італійського королівства і встановленням республіки. Аж до XX століття Калабрія залишалася частиною відсталого в економічному відношенні аграрного півдня країни.